# 中津村 (神奈川県)
中津村（なかつむら）は、神奈川県の中央部に位置した愛甲郡にかつてあった村である。
1956年9月30日に愛川町に編入合併した。現在の同町の南東部に位置している。

## 歴史
- 1889年4月1日 - 町村制が施行。中津村（旧）と八菅山村と棚沢村の一部が合併し中津村となった。
- 1956年9月30日 - 愛川町に編入された。
- 同町役場の中津出張所が置かれていたが、2017年9月26日付で廃止され、近辺の公民館内に設置する中津連絡所に組織変更された[1]。